# Monique Sluyter
Monique Sluyter (Sneek, 27 juli 1967) is een Nederlands model , actrice en televisiepresentatrice.

## Carrière
Sluyter werd op haar 18e jaar ontdekt tijdens een miss-wedstrijd. Ze verhuisde naar Milaan, waar ze als ballerina optrad in een Italiaans televisieprogramma. Later werd ze assistente van de presentator Umberto Smaila in het erotische programma Colpo Grosso, dat in verschillende landen werd uitgezonden onder de titel Tutti Frutti. In de door de Duitse RTL uitgezonden versie van Tutti Frutti was ze de eerste twee seizoenen een van de vaste assistentes van presentator Hugo Egon Balder. Deze versie wordt nog (anno 2009) uitgezonden in 35 landen, waaronder Japan.
In 1992 begon Sluyter bij de Nederlandse omroep Veronica met een eigen televisieprogramma, Erotica. Ze werd al snel gevraagd door Playboy Nederland (viermaal) en ook voor Playboy USA maakte ze een special met huisfotograaf Arny Freytag voor "Entertainment Tonight". Door Hugh Hefner werd ze in The Playboy Mansion USA uitgenodigd en tevens was ze te zien op Playboy TV.
Met John Ewbank produceerde ze in 1991 haar eerste single "I Want Your Body" als het danceproject Nymphomania. Het nummer kwam in de Amerikaanse en Japanse hitlijsten, en ontving goud. Het lied was ook te horen in de film True Romance van Quentin Tarantino.
Verder speelde ze een rol in de film Langer Licht van regisseur David Lammers, die in 2006 in première ging. Ook was ze even te zien in Deuce Bigalow: European Gigolo (2005) en Daisy (2008) van Andrew Lau, een bekende Koreaanse regisseur.
In 2006 verbleef ze in het zogenoemde Hotel Big Brother van de televisiezender Talpa. Een jaar daarna was ze voor Hotel Big Brother bijna twee maanden op de buis voor het Nederlandse Rode Kruis. Op de televisiezender RTL 7 presenteerde Sluyter in 2005 's nachts een datingprogramma getiteld Na Sluytingstijd, en Babewatch. Daarna koos ze voor de Italiaanse zender van Mediaset om daar haar dagelijkse modellenshow Showgirls te presenteren. Dit deed ze geheel in het Italiaans (2006-2008).
Sluyter schildert ook. Voor onder andere De Bijenkorf veilde ze kunst, maar ook voor KiKa en het Aids Fonds. Haar kunstwerk Through the eyes of a child werd in februari 2012 geveild voor "Stop Aids Now" in het tv-programma Koffietijd. Daarnaast is Sluyter schrijfster en schreef onder andere mee aan Brieven aan een Afghaanse Vrouw, Lachen met Kika.
Vanaf 2009 is ze directrice van haar modellenbureau Monique Sluyter Models in Amsterdam. Daarnaast werkte ze mee aan diverse commercials, tv-producties en films, zoals Sterren Springen op Zaterdag, Koning Voetbal, Alles mag op zaterdag, Echt Waar?!, Celblok H en Beyond Sleep. 

## Televisie
- Colpo grosso (1989-1991)
- Tutti Frutti (1990-1991)
- Erotica (1992-1993)
- Goudkust (1998)
- Big Brother VIPS (2000)
- Showgirls (2005)
- Na Sluytingstijd (2005)
- Babewatch (2005)
- Hotel Big Brother (2006)
- Langer licht (2006)